# Sandleitenhof

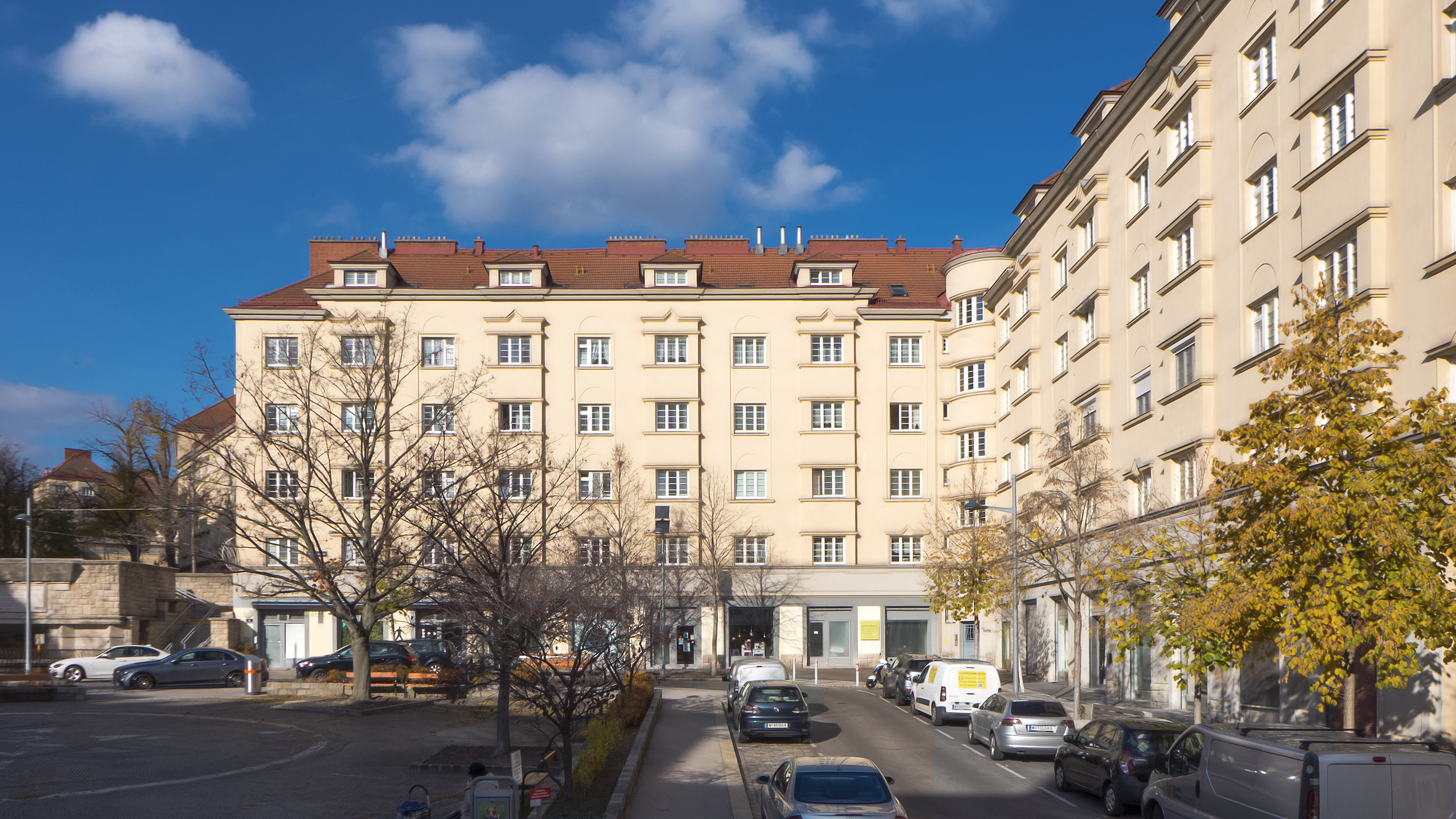
Matteottiplatz

Der Sandleitenhof ist eine kommunale Wohnhausanlage im 16. Wiener Gemeindebezirk Ottakring, der historisch als typischer Arbeiterbezirk galt. Der in 5 Bauphasen während der Jahre 1924 bis 1929 errichtete Bau gilt mit 1.587 Wohnungen und über 4.000 Bewohnern (ursprünglich über 5.000) als der größte Gemeindebau aus dem Roten Wien der Zwischenkriegszeit.
Zentrum des Areals ist der Matteottiplatz, umgeben von folgenden Verkehrsflächen: Sandleitengasse, Steinmüllergasse, Rosenackergasse, Karl-Metschl-Gasse, Baumeistergasse, Nietzscheplatz. Durchzogen wird es von der Rosa-Luxemburg-Gasse, der Liebknechtgasse und der Gomperzgasse.

## Entstehungsgeschichte und Bau

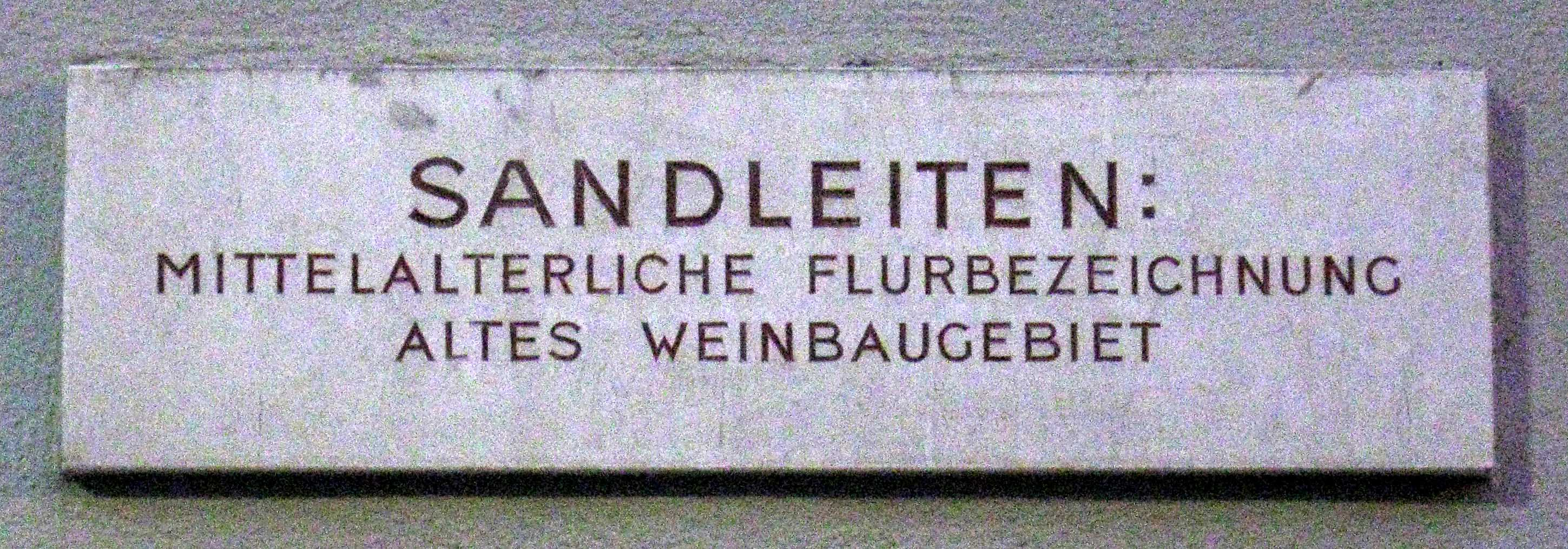
Erklärungstafel zur Namensherkunft

Die ehemaligen Sandgruben in Ottakring, auf denen die Gebäude errichtet wurden, kaufte die Gemeinde Wien, damals noch christlichsozial dominiert, während des Ersten Weltkriegs in den Jahren 1915 und 1916 an. Da das Gelände, ein ehemaliger Weinberg, nach Nordwesten stark ansteigt, war ein geeigneter Verbauungsplan schwierig zu erstellen.
Zur Umsetzung des Sandleitenhofs wurde von der inzwischen sozialdemokratisch verwalteten Gemeinde ein Wettbewerb unter 7 Architektengemeinschaften ausgeschrieben. Durch seine Lage in der Peripherie war die Ausschreibung, eine Kurzbeschreibung der Bauaufgabe, nicht rein auf die Bereitstellung von Wohnungen ausgelegt. Es ging auch um eine „Festlegung des Maßstabs, der öffentlichen Räume und der Verkehrsmuster für den künftigen Ausbau“.
Die Jury bestimmte das vorgeschlagene Projekt der Gemeinschaft der Bauräte Emil Hoppe, Otto Schönthal und Franz Matuschek (allesamt Schüler von Otto Wagner) zum Siegerprojekt und wies ihnen den Teil südlich der Rosenackerstraße (Teil I bis IV) zur Umsetzung ihres Konzeptes zu. Der nördliche Teil wurde zwei anderen Gemeinschaften zugesprochen, nämlich Siegfried Theis und Hans Jaksch (die Architekten der 1936 eröffneten Reichsbrücke) bzw. Franz Krauss und Josef Thölk (die Architekten des bekannten Wiener Bürgertheaters). Der Entwurf des Kindergartens und des Interieurs der Bücherei stammt direkt von der Magistratsabteilung 22. Die Gesamtprojektleitung lag bei der Stadt Wien, nämlich bei Oberstadtbaurat Josef Bittner.

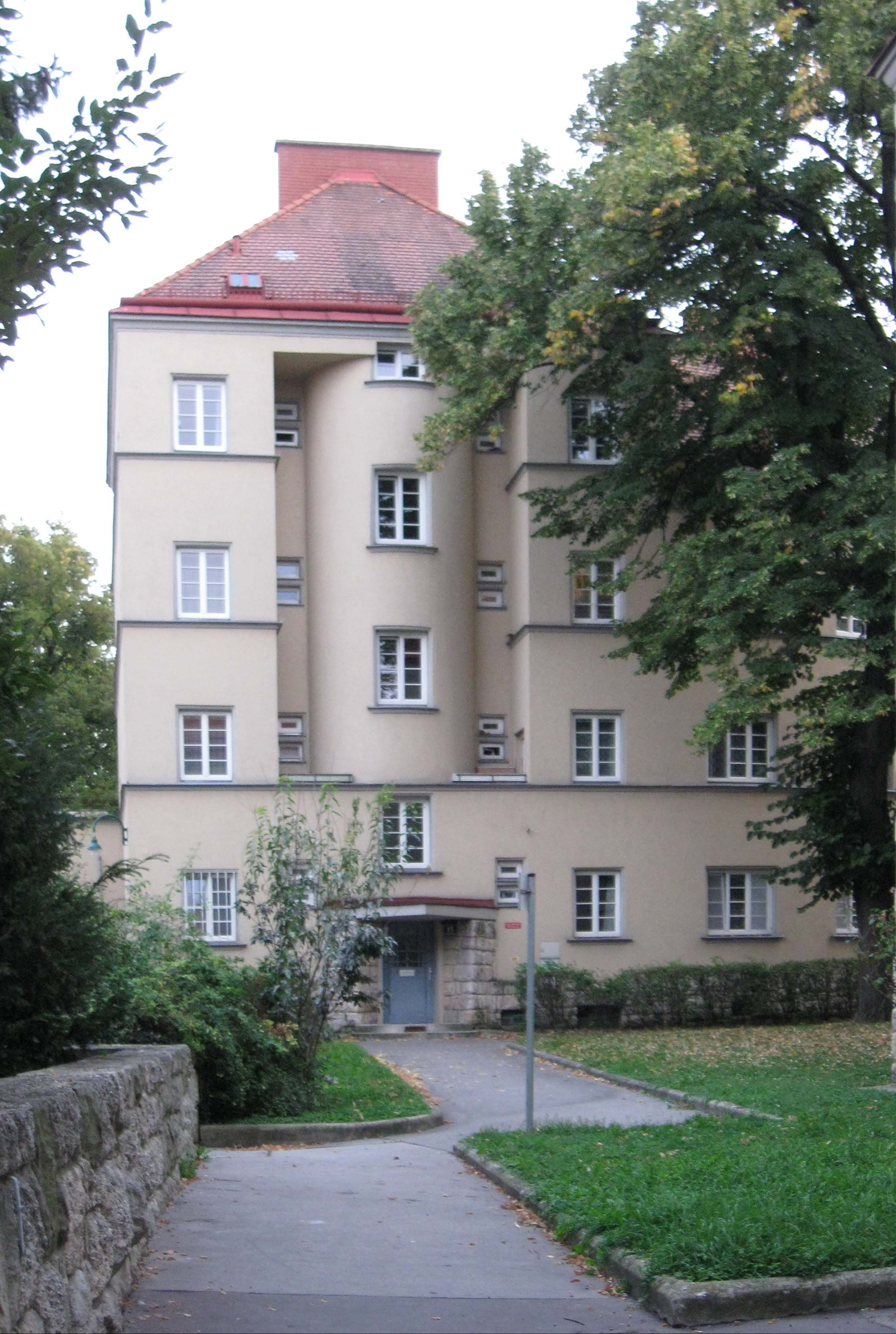
Steinmüllergasse 15A
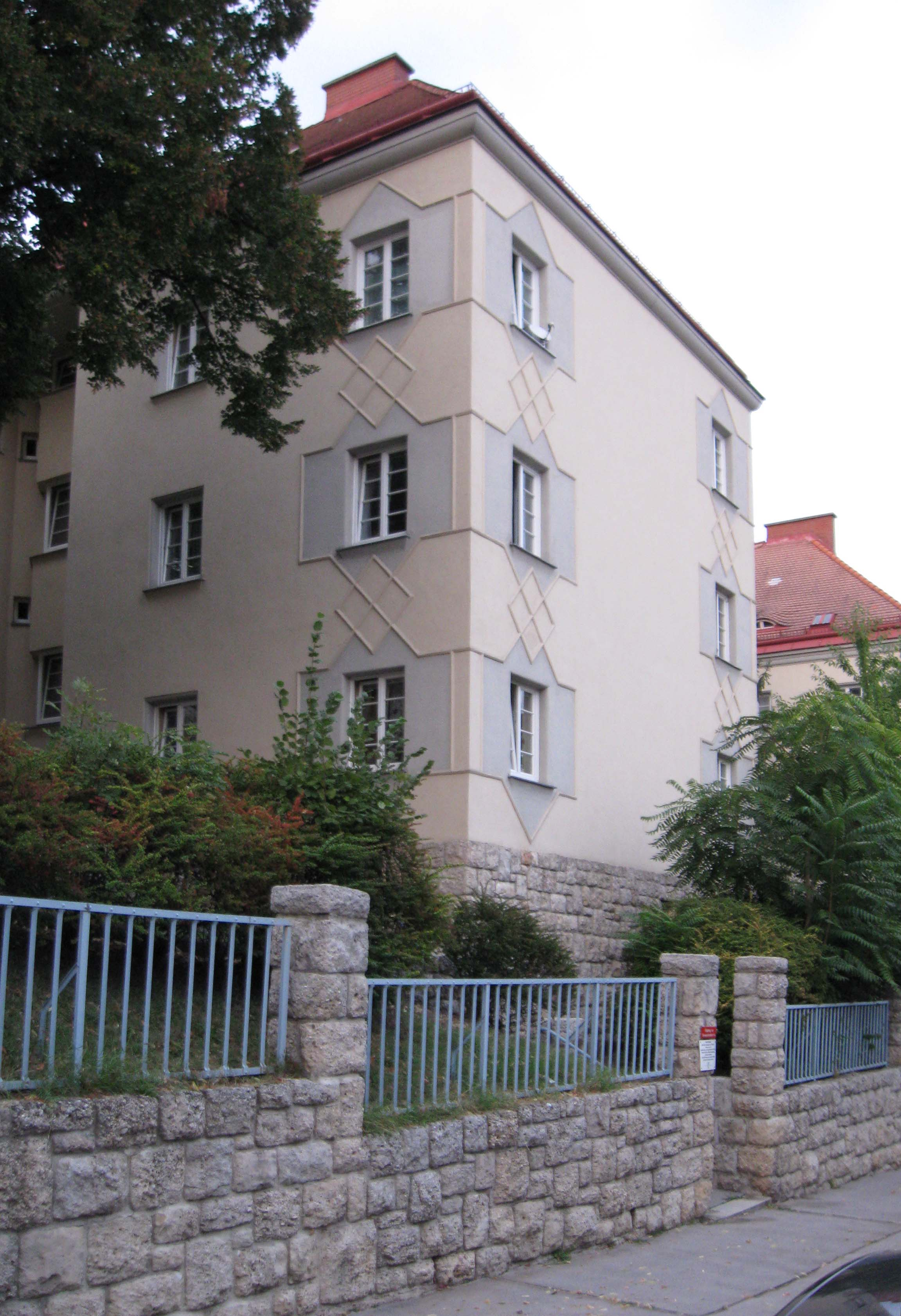
Rosenackerstraße 12
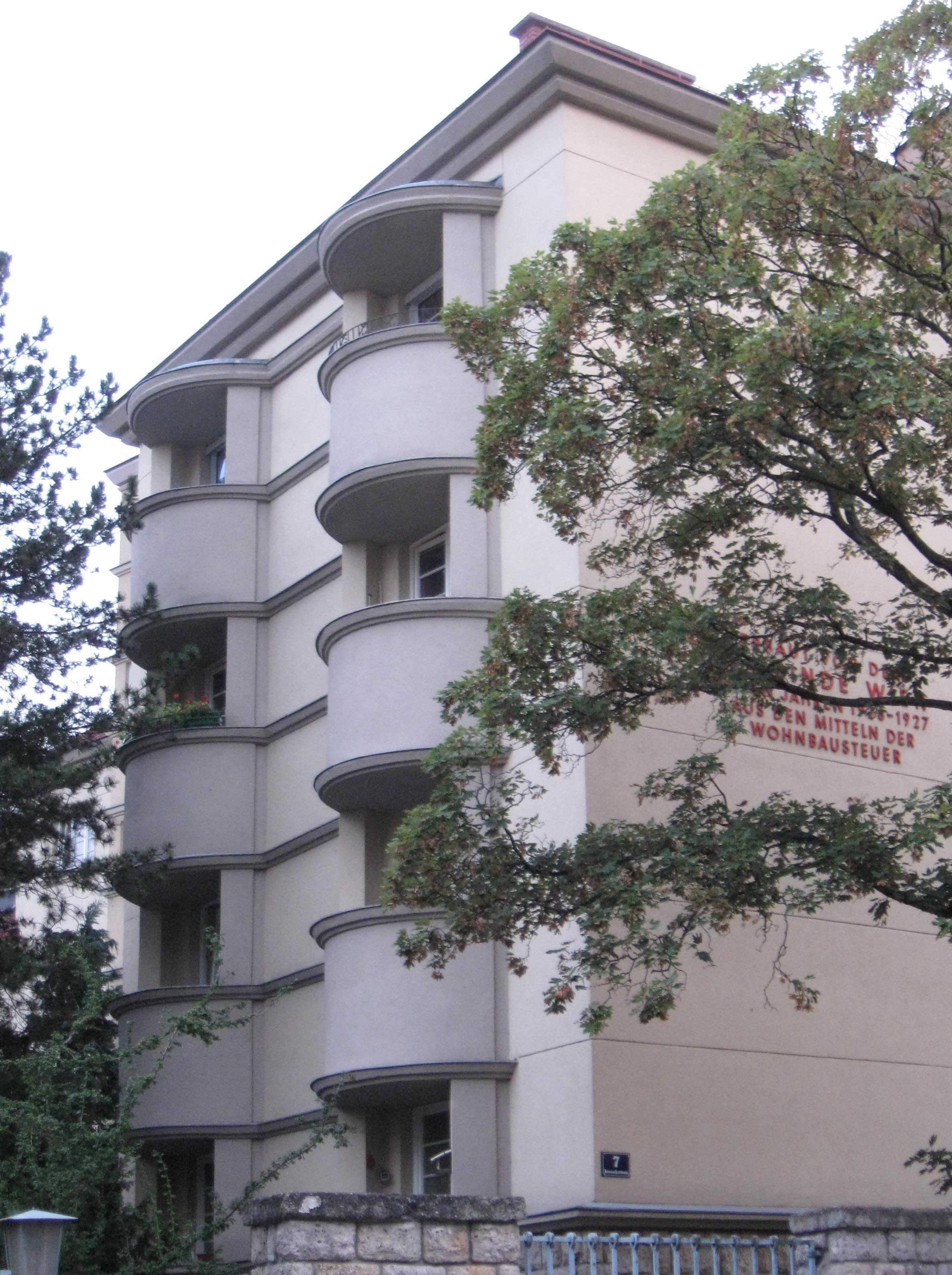
Rosenackerstraße 7

## Objektbeschreibung
„Ihre Fenster grüßen die Sonne“ liest man im Beibuch zum Bau der Stadt Wien „Die Wohnhausanlage Sandleiten“. Aus diesem Hauptziel für den Bau des Sandleitenhofes, nämlich der gleichmäßigen Verteilung von Licht und Luft, wird auch die eigentümliche äußere Form erklärt, die aus der Vogelperspektive sichtbar wird. Eine axiale Lösung sollte vermieden und eine möglichst lockere Verbauung mit Höfen und Plätzen angestrebt werden. Der axiale Zugang würde überdies zu einem anstaltsähnlichen oder „geschlossenen“ Charakter führen. Die Front Richtung Sandleitengasse wird sogar aus dem geradlinigen Straßenverlauf geschwenkt, um die Eintönigkeit einer langen Blockzeile zu vermeiden. Dieser Schwenk nach „innen“ gibt den Blick auf ein 7-stöckiges „Hochhaus“ frei.
Die Mehrzahl der Gebäude ist 2 bis 5-geschoßig, mit Satteldach gedeckte Baukörper mit gleicher Tiefe. Betritt man die Anlage über die Liebknechtgasse, wird man von einem „die Straße überspannenden Bautrakt aufgehalten, der den Blick durch einen mächtigen Torbogen freigibt“. Spaziert man durch den Sandleitenhof, trifft man immer wieder auf Innenhöfe ohne regelmäßige Form, die meist Durchgänge nach außen aufweisen. Gert Kähler schreibt dazu: „Die gesamte Anlage wirkt, auch in der Architektur der Bauten, in der vergleichsweise reichen Ornamentik und dem plastischen Schmuck, wie der Versuch, über städtebauliche und formale Elemente das Lebensgefühl der mittelalterlichen Stadt auf den mehrgeschossenen Gemeindewohnungsbau zu übertragen - einschließlich des Brunnens in der Mitte des zentralen Platzes.“ Der Eindruck der mittelalterlichen Stadt wird durch die Verwendung von Hackelsteinmauerwerk für die Stützmauern noch vertieft. Besonders eindrücklich ist der Blick auf den oberen Teil der Rosenackerstraße. Von dort ausgehend nach Norden hin wird der Gemeindebau eher kleinteiliger, wie auch die Gebäude in der Umgebung Richtung Alszeile.

## Ästhetik und Stil
Im Buch „Rotes Wien - Architektur 1919–1934“ von Architekturtheoretikerin Eve Blau liest man, dass sich Hoppe und Schönthal weniger mit dem eigentlichen Charakter des Wiener Gemeindebaus befasst haben und dass sie „Neobiedermeier-Details“ mit großstädtischer Monumentalität verbanden. Gert Kähler schreibt dazu „Was entstand, war also ein Stil; die Bauten sind im Stadtbild unverwechselbar trotz aller Unterschiede zwischen einem Sandleitenhof und einem Karl-Marx-Hof. Und dieser Stil war keine zwangsläufige Entwicklung aus Vorgaben Wagners, Loos oder Sittes, sondern konnte nur in Zusammenhang mit der politischen Entwicklung entstehen.“ Was beide Aussagen verbindet, ist, dass hier das „Verschmähen“ der Eklektizismus des 19. Jahrhunderts, Entwicklungen der Architektur um die Jahrhundertwende (z. B. Lobmeyrhof 1900) bzw. die (wilde) Siedlerbewegung um 1919/20, die Erfahrung und Vorbilder der Architekten und die neue Aufgabe – das Schaffen von großen Wohnflächen – verschmolzen.

## Einfluss von Camillo Sittes „Städtebau nach seinen künstlerischen Grundsätzen“
Immer wieder wird Camillo Sitte und sein Buch „Städtebau nach seinen künstlerischen Grundsätzen“ als Vorbild für die Planung des Sandleitenhofs genannt. Der geschlossene Matteotti-Platz, an dem die Straße nur auf einer Seite vorbeiführt, der Brunnen, der am Rand liegt, unregelmäßig geführte Erschließungsstraßen, die immer wieder neue Einblicke liefern und die Ausnützung des „natürlich terrasierten Geländes“ sind als zentrale Punkte zu nennen, die für Sitte als Inspiration sprechen.

### Matteottiplatz
Das Zentrum der Anlage bildet der 1927 und 1953 nach dem ermordeten italienischen Sozialisten Giacomo Matteotti benannte Matteottiplatz mit einer Terrasse und einem Steinbrunnen (von 1934 bis 1953 Maulbertschplatz). Als Vorbild für den Matteottiplatz werden in der Literatur oftmals italienische Plätze wie z. B. die Piazza del Campo in Siena, herangezogen, eine Stadt, die Camillo Sitte als Vorbild in seinem Buch "Städtebau nach seinen künstlerischen Grundsätzen" zeigt. Wenngleich man als zeitgenössischer Besucher beider Plätze weit entfernt von einem Gefühl der Wiedererkennung ist, so gibt es doch formale Merkmale, aufgrund derer man die Herkunft der Ideen erahnen kann: die ringförmige Anlage, das Gefälle, das im Fall vom Matteottiplatz über eine Terrasse überwunden wird, die Nebenstraßen, die zum Platz führen (Rosa-Luxemburg-Straße), der gepflasterte Boden mit dem Wien-Wappen und auch die angrenzenden Gebäude in unterschiedlichen Höhen.

## Kunstwerke innerhalb der Anlage (Beispiele)

### Brunnen vor der Städtischen Bücherei

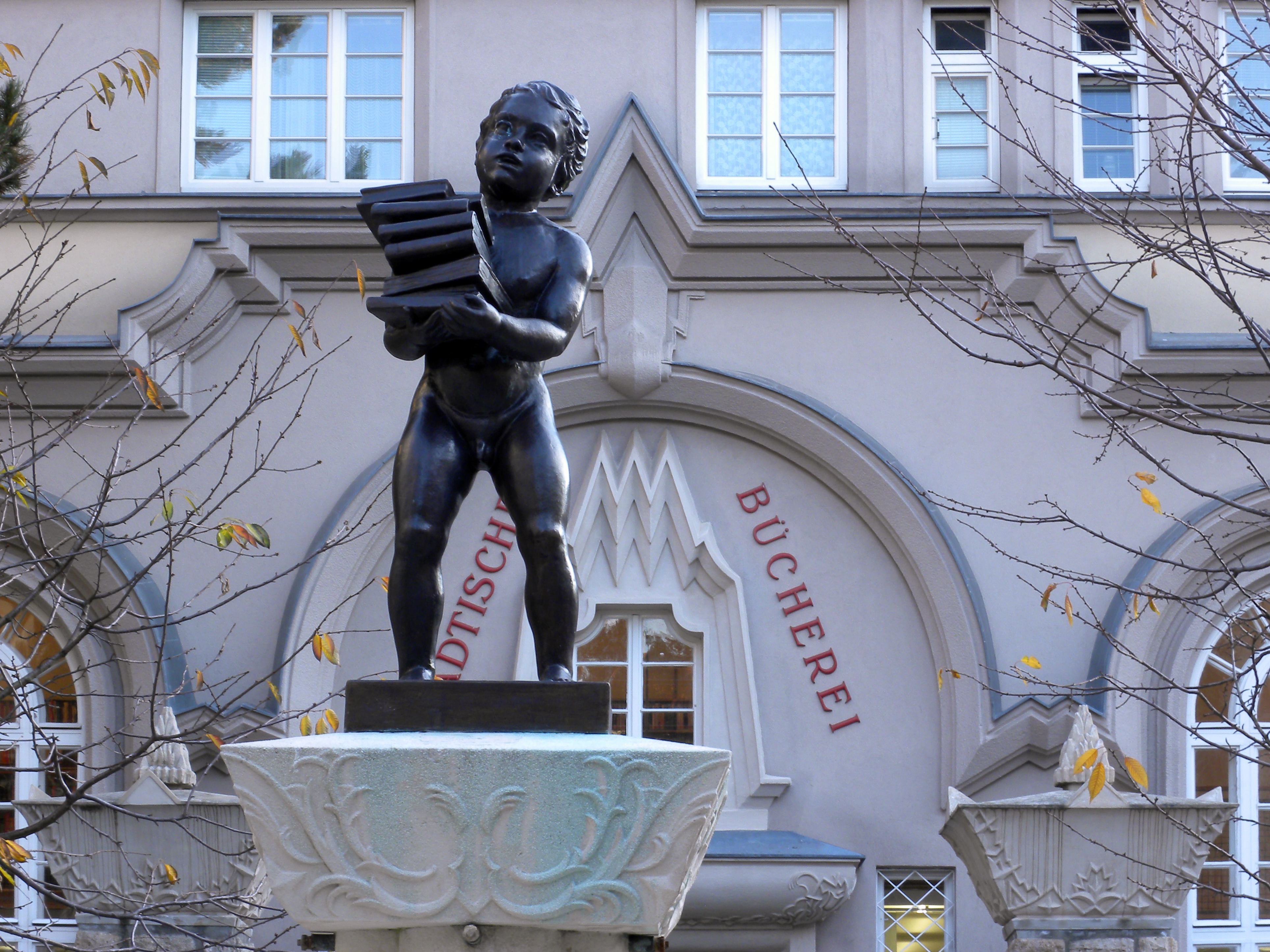
Brunnenfigur am Rosa-Luxemburg-Platz

Auf dem Rosa-Luxemburg-Platz, vor der in die Anlage integrierten Städtischen Bücherei, befindet sich mittig, von Sitzbänken umgeben, ein kleiner steinerner Brunnen mit rundem Grundriss, gekrönt durch die Bronzefigur eines nackten Kindes, das einen Stapel Bücher trägt. Der verantwortliche Künstler war Florian Josephu-Drouot. Brunnen sowie Statue greifen klassische Elemente auf. Die Statue des Buben mit den kurz geringelten Locken ist naturalistisch und idealisiert. Die Architektur des Brunnens erinnert im oberen Bereich an die einer Säule, deren oberer, mit floralen Reliefs verzierter Teil ihr Kapitell bilden würde. In der Bücherei befinden sich zudem zwei Wandbilder von Arthur Brusenbauch, den Symbolisierten Aufbau darstellend.

### Säule des Frohsinns
Auch die sogenannte „Säule des Frohsinns“ von Wilhelm Frass, entstanden 1929, die sich vor dem in die Anlage integrierten Montessori-Kindergarten befindet, zeigt mehrere nackte Knabenfiguren. Sie sind entlang des Pfeilerschafts mit dreieckigem Grundriss positioniert, zudem wird die Skulptur von einem bronzenen Knaben gekrönt, der auf einer ebenfalls bronzenen Kugel steht und die Hände zum Himmel emporhebt.
(Zur Kunst innerhalb des Montessori-Kindergartens siehe auch Unterpunkt Infrastruktur: Montessori-Kindergarten )

### Torbogen am Nietzscheplatz
Über dem Torbogen des Hofeingangs am Nietzscheplatz befinden sich fünf Plastiken von Heinrich Scholz, datiert auf 1928, die ebenfalls junge Buben darstellen. Sie sind monochrom weiß und allesamt nackt, wobei der mittlere, frontal sitzend gezeigt, einen Hut trägt und auf einer Flöte spielt.

## Aktualität der Straßennamen zur Erbauungszeit
Die Straßennamen, die zum Zeitpunkt der Erbauung vergeben wurden, weisen zeitaktuelle Bezüge zu internationalen sozialistischen Vertretern, die im vorangegangenen Jahrzehnt ermordet wurden, auf:
- Matteottiplatz nach dem italienischen Sozialisten Giacomo Matteotti, dessen Ermordung durch Faschisten im Jahre 1924 als Beginn der Diktatur Mussolinis gilt
- Liebknechtgasse nach Karl Liebknecht, Marxist, Antimilitarist, Teil der Gruppe Internationale, ermordet im Jänner 1919
- Rosa-Luxemburg-Gasse nach Rosa Luxemburg, Vertreterin der Arbeiterbewegung, Gründerin der Gruppe Internationale, ermordet im Jänner 1919

## Infrastruktur
Der Hof beherbergte „75 Geschäftslokalen, 1 Gast- und Kaffeehaus, 3 Ateliers, 58 Werkstätten, 71 Magazinen, 1 Kehrichtsammelstelle, 3 großangelegte Bade- und Wäschereianlagen, 1 Bücherei, 1 Apotheke, 3 Kinderhorte, 1 Postamt und den […] Kino- und Theatersaal“. Zudem wurden 1927 in unmittelbarer Nachbarschaft zum Sandleitenhof, von diesem lediglich durch die Sandleitengasse getrennt, auf ehemaligem Brachland Kongresspark und Kongressbad errichtet. Der Wiener Architekt Kurt Smetana bezeichnet Sandleiten daher – und auch im Hinblick an die Fabriken an der Vorortelinie, die oft als Arbeitgeber für die Bewohner von Sandleiten galten – als eine „Stadt der kurzen Wege“.
Die infrastrukturellen Voraussetzungen des Sandleitenhofes haben sich seit dessen Erbauung maßgeblich verändert. Ein Großteil der ehemaligen Geschäftslokale, vor allem derjenigen, deren Fassade nicht zur Straße hinweist, steht heute leer. Direkt neben der Anlage befindet sich heute ein Einkaufszentrum, wodurch auch die Nahversorgung weitgehend ausgelagert wurde. Die Städtische Bücherei dagegen ist noch heute Teil der Anlage. Der Kino- und Theatersaal mit einem Fassungsvermögen von 600 Plätzen wird kaum genutzt.

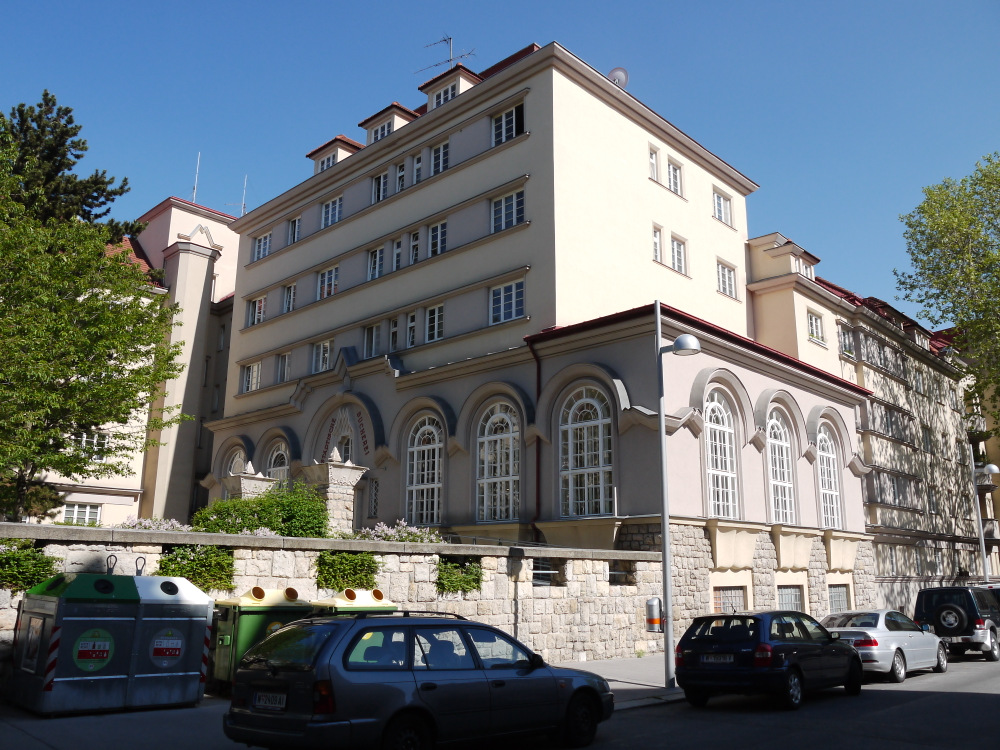
Bücherei
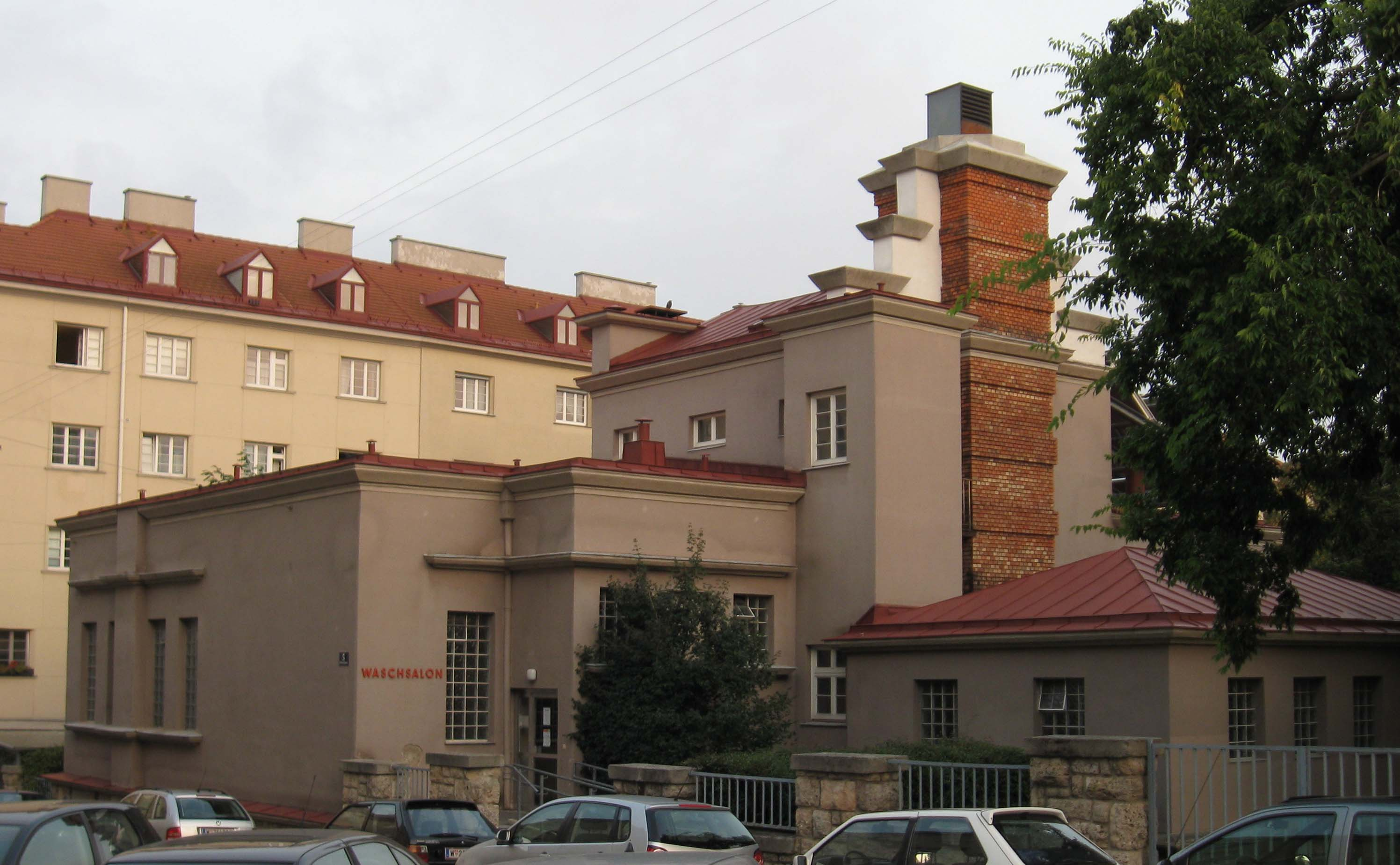
Wäscherei
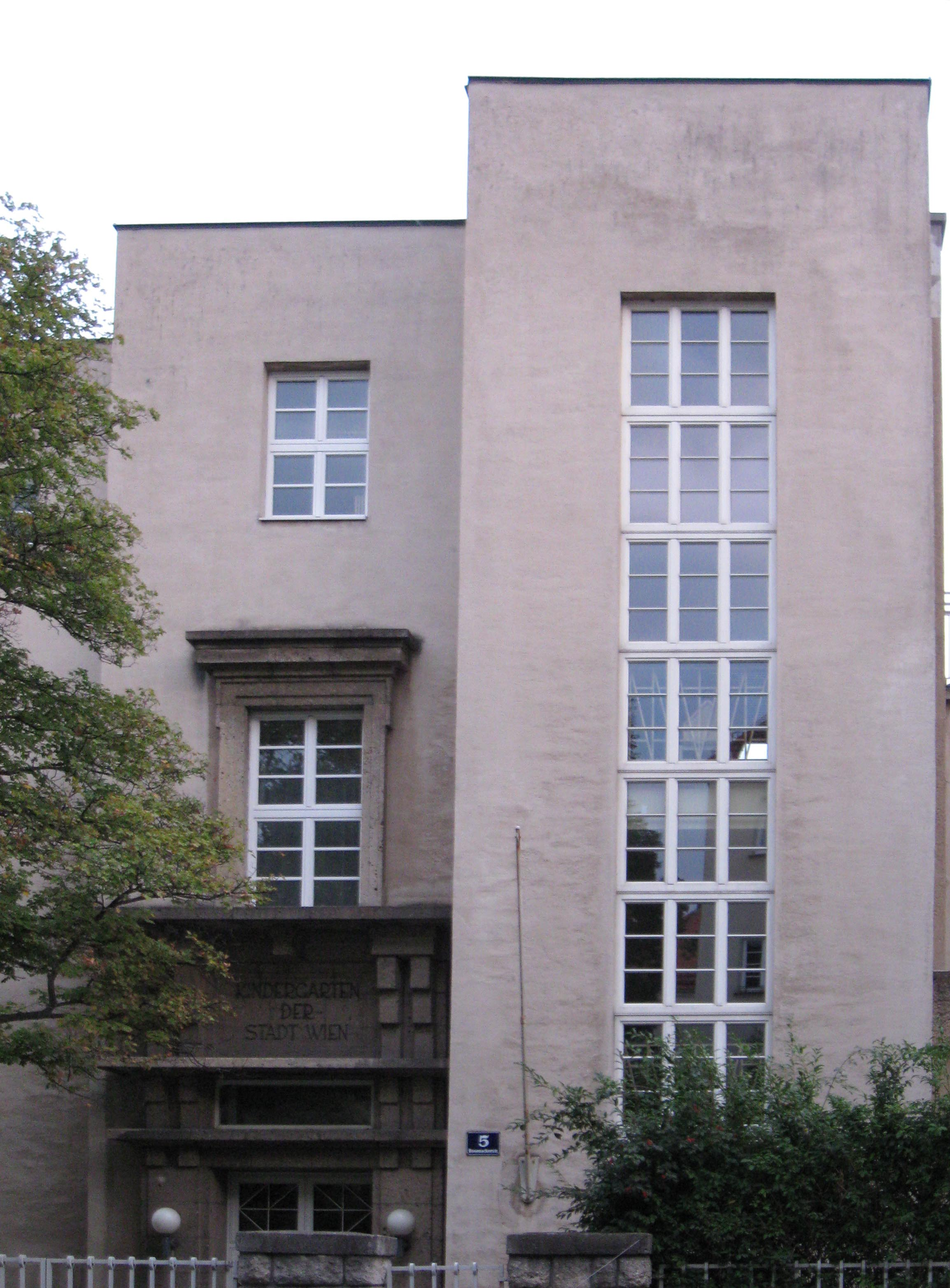
Kindergarten
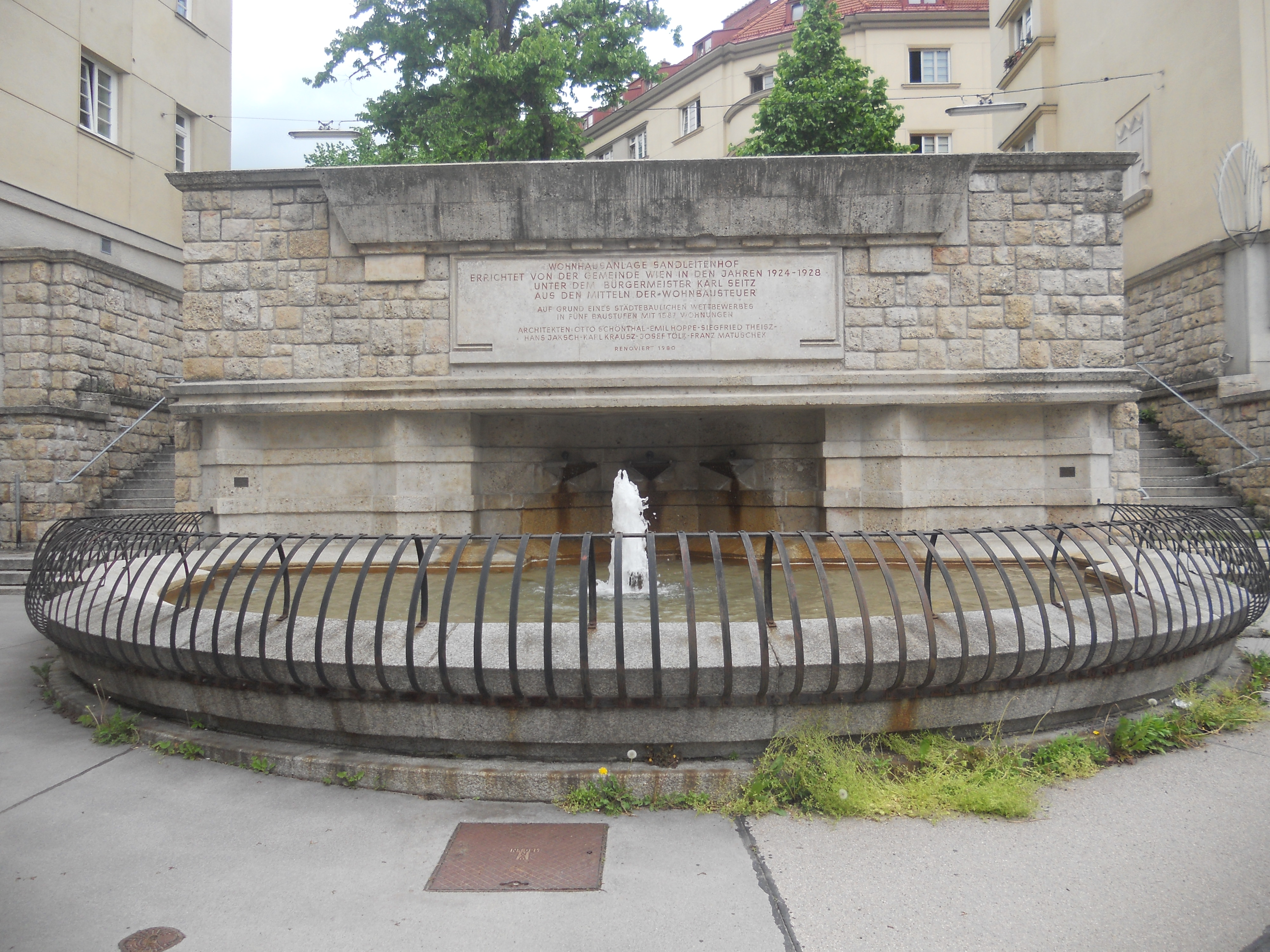
Brunnen

### Montessori-Kindergarten
1927 bis 1929 entstand nach den Plänen des späteren Leiters des Wiener Stadtbauamtes, Erich Franz Leischner, der 100. Kindergarten Wiens – ein Montessori-Kindergarten. Neben der Säule des Frohsinns von Wilhelm Frass, befindet sich hier auch die Skulptur Zicklein von Josef Riedl. Im Foyer des Gebäudes stehen die Worte von Julius Tandler, damals amtsführender Stadtrat für Wohlfahrtseinrichtungen, Jugendfürsorge und Gesundheitswesen: Dem Kinde Schönheit und Freude. Unauslöschbar haften Kindheitserlebnisse. In diesem Sinne wurde der Kindergarten künstlerisch mit Wandbildern von Trude Schiebel (Spielende Kinder) ausgestattet und galt somit als ein Vorzeigeprojekt der damaligen Zeit. Der Kindergarten bekam einen großen, in mehrere Teile gegliederten Freibereich mit Freibad und Sandkisten sowie eine Freiluftterrasse. Das Gebäude wurde 1995 generalsaniert.

## Weitere Entwicklung der Anlage nach den 20er-Jahren bis heute

### Februar 1934
Das Weblexikon der Wiener Sozialdemokratie, dasrotewien.at, führt zum Februaraufstand gegen die Diktatur, was den Sandleitenhof betrifft, Folgendes an:
Um die Mittagszeit des 12. Februar 1934 versuchte die Polizei in Sandleiten einzudringen, wurde jedoch mit Schüssen zurückgewiesen. Die Regierung mobilisierte daraufhin Verstärkung in Form einer Polizeialarmkompanie mit fünf Maschinengewehren sowie Bundesheereinheiten mit 200 Soldaten, vier Kanonen, zehn Maschinengewehren und zwei Minenwerfern. Von der Hernalser Hauptstraße aus wurde der Angriff im Raum Güpferlingstraße / Kainzgasse vorbereitet, die Kanonen wurden im Kongresspark in Schussstellung gebracht.
Da es inzwischen dunkel geworden war, musste der Sturmangriff auf die Morgenstunden verschoben werden, allerdings wurde die Anlage auch in der Nacht mehrmals mit Maschinengewehren beschossen. Da Polizei und Bundesheer an Zahl und Bewaffnung weit überlegen waren, erschien es den Verteidigern verantwortungslos, einen aussichtslosen Häuserkampf zu riskieren – in einer Wohnanlage, in der sich etwa 5.000 Frauen, Kinder und alte Leute befanden. Als die Staatsmacht in den Morgenstunden des 13. Februar in die Anlage eindrang, waren die Verteidiger bereits abgezogen und es gab keinen weiteren Widerstand mehr.

### Pfarrkirche St. Josef

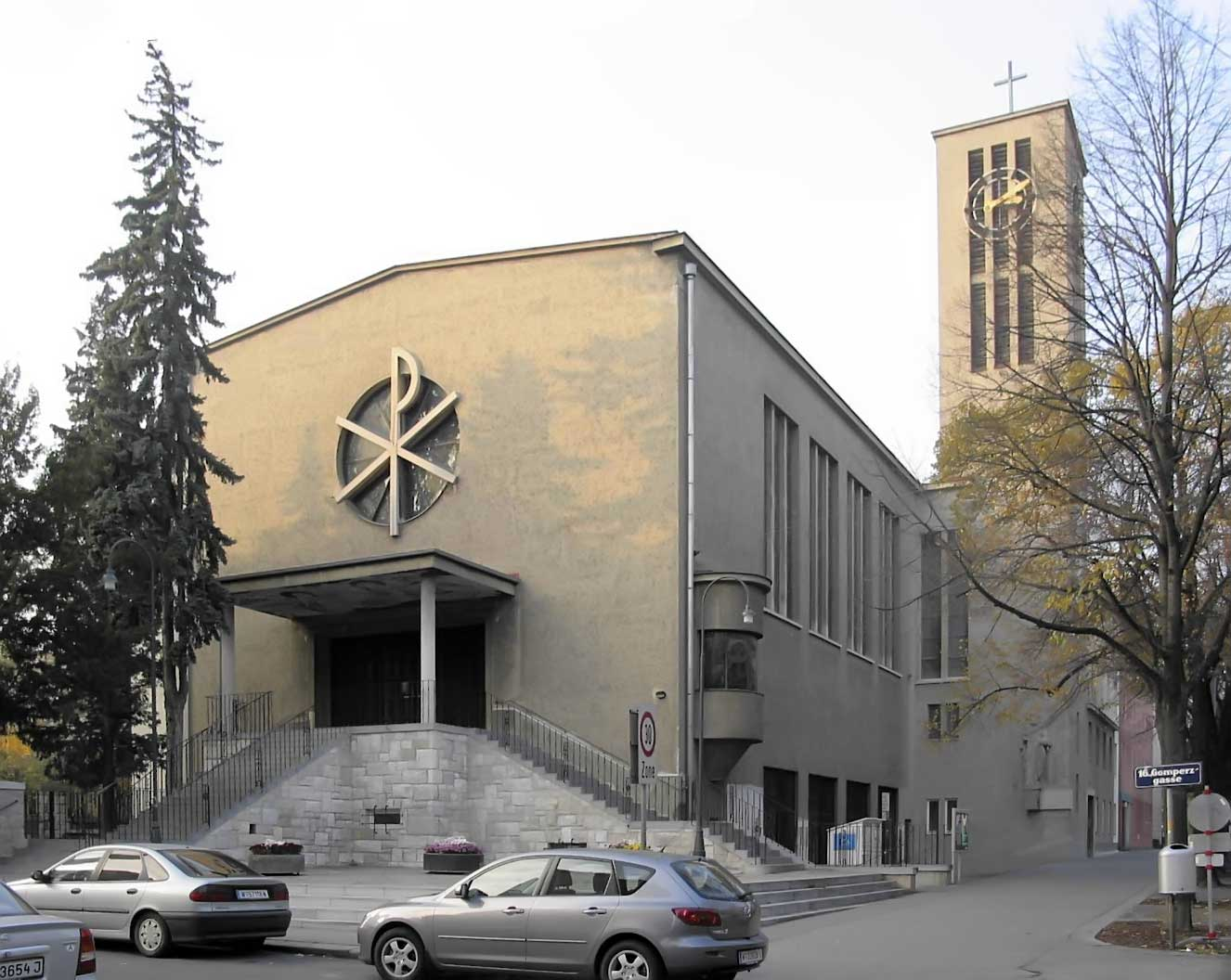
Kirche St. Josef

Nach der 1934 erfolgten Errichtung des austrofaschistischen Ständestaates versuchte die Kirche, bei den Arbeitern Fuß zu fassen und ließ 1935/36 an der Sandleitengasse vom jungen Behrens-Schüler Josef Vytiska die Pfarrkirche St. Josef errichten. (Der Heilige Josef ist Schutzpatron der Arbeiter und Werkleute.) Die Kirche weist einen auffälligen Glockenturm mit einer modernen Uhr auf. Der katholischen Kirche zumeist eher distanziert gegenüberstehende Arbeiter betrachteten diesen Bau allerdings als Provokation und gaben der Kirche den Spitznamen Vater-Unser-Garage. Die Pfarrkirche Sandleiten ist in grau verputzt und hat ein Vordach auf Säulen.

### Elektropathologisches Museum
Bis 2002 befand sich auch das 1936 von Stefan Jellinek an anderem Standort aufgebaute Elektropathologische Museum für einige Jahre hier; es ist seit September 2002 geschlossen. Der Archivbestand (Schriftgut, Grafiken und Bilder, Plakate, Dokumente zu Elektro- und Blitzunfällen sowie Presseberichte) befindet sich seit 2005 im Technischen Museum Wien.

### SoHo in Ottakring und Einzug der Wiener Kunstschule
Mit dem aktuellen Problem des Leerstands innerhalb der Anlage setzt sich unter anderem das Projekt „Soho in Ottakring“ auseinander, das seit 1999 existiert und seit 2013 den Sandleitenhof bespielt. Ziel ist eine Wiederbelebung des Viertels in Kooperation mit lokalen Einrichtungen. Im Rahmen von „Soho in Ottakring“ wird unter anderem der Kinosaal der Anlage genutzt. Eine weitere, von wohnpartner Wien und Soho in Ottakring getragene Initiative zur Belebung und Förderung der sozialen Interaktion innerhalb des Gemeindebaus sind die Hochbeete, die an verschiedenen Orten innerhalb der Anlage aufgestellt wurden. 

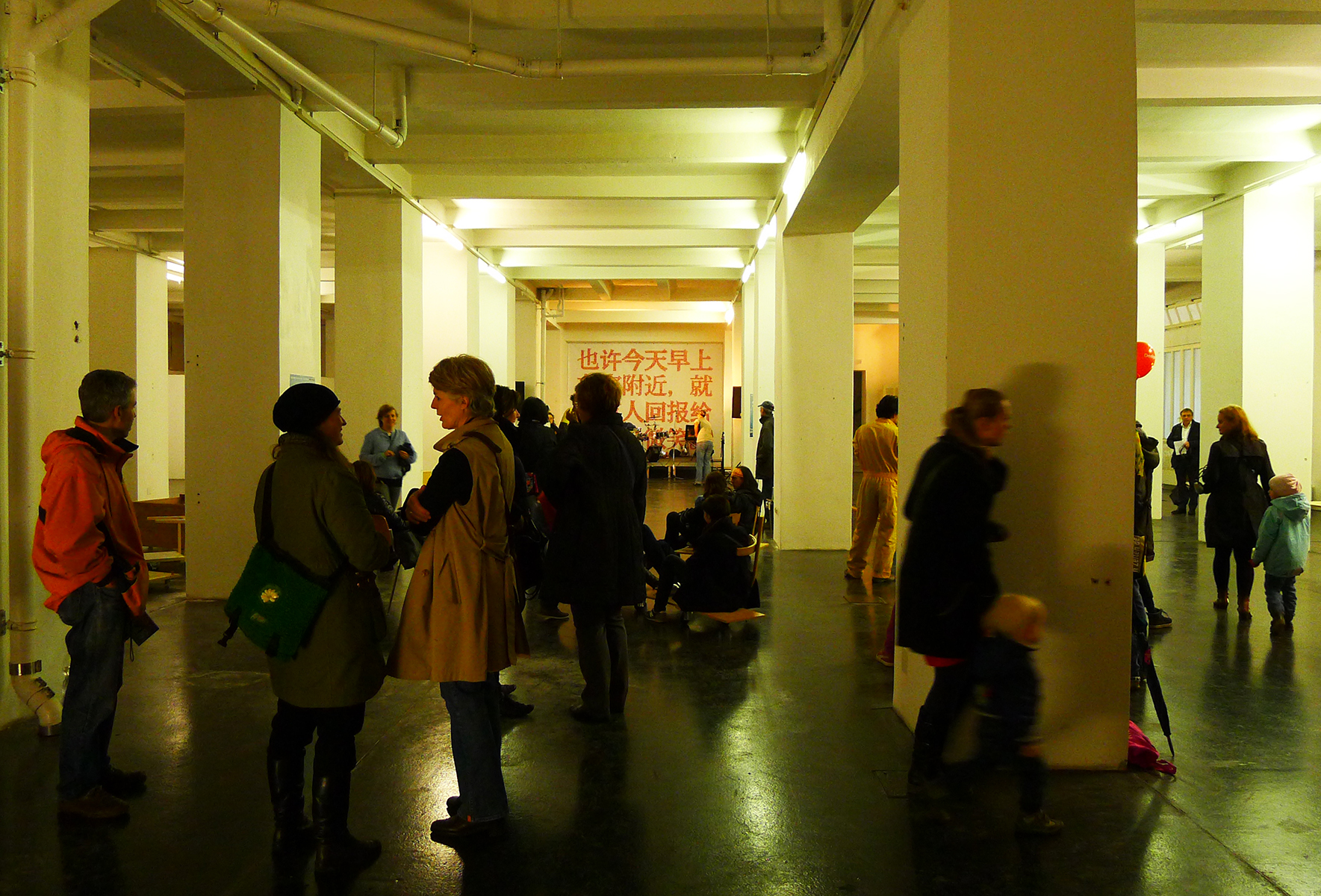
Die ehemalige Waschküche des Sandleitenhofs als Veranstaltungsort von SoHo in Ottakring, 2014

Zudem kam es zur Vermittlung der Waschküche als Räumlichkeit an die Wiener Kunstschule. Der 2014 eingestellte Studienbetrieb wurde im Oktober 2015 wieder aufgenommen.